# Gill (volume)
O Gill é uma unidade de volume no sistema imperial, usado no Reino Unido e nos Estados Unidos. A versão imperial usada no Reino Unido é de 5 onças líquidas, e é equivalente a 142,0653125 ml; enquanto que nos EUA é de 4 onças líquidas, e é equivalente a 118,29411825 ml.

## Gill imperial ou britânico
O gill imperial é equivalente a:
- 0,00089285714285714 barris imperiais
- 0,03125 galões imperiais
- 0,125 quartos imperiais
- 0,25 pintos imperiais
- 5 onças líquidas imperiais

## Gill estadunidense
O gill estadunidense é equivalente a:
- 0,00074404761904762 barris estadunidenses
- 0,03125 galões estadunidenses
- 0,125 quartos estadunidenses
- 0,25 pintos estadunidenses
- 4 onças líquidas estadunidenses